# Tough It Out
Tough It Out è il secondo album del gruppo musicale rock britannico FM, uscito nel 1989.

## Tracce
1. "Tough It Out" - 5:36 (S. Overland/C. Overland/J. Harms)
2. "Don't Stop" - 3:53 (M. Goldsworthy/P. Jupp/D. Digital)
3. "Bad Luck" - 4:07 (S. Overland/C. Overland/Desmond Child)
4. "Someday (You'll Come Running)" - 3:57 (J. Randall/R. Randall/T. Sciuto)
5. "Everytime I Think of You" - 4:37 (S. Mullen/J. Cesario/G. Jones)
6. "Burning My Heart Down" - 4:01 (S. Overland/C. Overland/D. Child)
7. "The Dream That Died" - 4:36 (S. Overland/C. Overland)
8. "Obsession" - 4:08 (M. Goldsworthy/P. Jupp/D. Digital)
9. "Can You Hear Me Calling?" - 3:40 (S. Overland/C. Overland)
10. "Does It Feel Like Love" - 4:21 (S. Overland/C. Overland)
11. "Feels So Good" - 4:13 (S. Overland/C. Overland)

## Formazione
- Steve Overland - voce, chitarra
- Merv Goldsworthy - basso
- Pete Jupp - batteria
- Chris Overland - chitarra
- Didge Digital - tastiera